# Neocrepidodera robusta
Neocrepidodera robusta är en skalbaggsart som först beskrevs av J. L. Leconte 1874.  Neocrepidodera robusta ingår i släktet Neocrepidodera och familjen bladbaggar. Inga underarter finns listade i Catalogue of Life.